# Бетмен: Цить
«Бетмен: Цить» (англ. Batman: Hush) — сюжетна арка коміксів DC Comics 2002–2003 років, з серії коміксів «Batman». Історія написана Джефом Лебом, малюнок виконано художником Джимом Лі, чорнила та колір відповідно Скотта Вільямса й Алекса Сінклера. В коміксі розповідається про протистояння Бетмена та Цитя, який перешкоджає діяльності Бетмена, використовуючи його старих ворогів. Історія також описує романтичні стосунки між Темним лицарем і Селіною Кайл.

## Історія публікацій
Сюжетна арка Hush була випускалася у випусках #608-619 щомісячної серії «Batman», видавництва DC Comics. Перша глава сюжетної арки була оцінена як #1 у «Топі 300 коміксів» у жовтні 2002 року з кількістю попередніх замовлень 113 061. Пізніше сюжетна арка була перевидана у двох колекційних виданнях — з твердою і м'якою обкладинкою, а пізніше у 2005 році було видано великого формату Absolute Batman: Hush з твердим футляром. DC Comics випустило історію під однією обкладинкою у серпні 2009 року. Також було випущено колекційне видання у твердій обкладинці з  малюнками Джима Лі, назване Batman: Hush Unwrapped Deluxe Edition, воно вийшло 22 лютого 2011 року.

## Критика
IGN Comics оцінило перший і другий том Batman: Hush 10-им у топі «25 величних графічних романів про Бетмена», сказавши, що "у цій історії є кілька незабутніх моментів», і що "малюнок Джима Лі просто неймовірний".
Крейґ Лемон з Comics Bulletin розкритикував сюжет, сказавши, що занадто багато людей тепер знають секрет особистості Бетмена, висловивши також думка, що сюжет не особливо захоплюючий і що Бетмен зображений нерозумно, опинившись непідготовленою до ситуації, коли мотузку, на якій він висів, обрізають. Однак він похвалив діалоги, відсутність непотрібної експозиції темп розповіді і битви, а також дрібниці на зразок механізму захисту в костюмі Бетмена. В цілому, Лемон добре відгукнувся про роботу, але поскаржився, що "у кожного чоловіка стиснуті зуби. У кожної жінки великі груди. Така анатомія неможлива у кожного", хоча і зазначив, що деякі читачі раді такому стилю.

## Цікаві факти
- Вся сюжетна арка має особливу подяку Марку Чіарелло на титрах кожного випуску.

## Поза коміксів
- Цить спочатку планувався для показу на DTV мультсеріалі «The Batman», разом з варіаціями персонажів Загадника, Жінки-кішки, Джокера, Глиноликого, Містера Фріза і Пінгвіна. Проект був пізніше згорнутий DC і WB. Проте деякі начерки Цитя перейшли у «Legions of Gotham».[4]
- Batman: Arkham:
  - Хоч Цить фізично і не з'являється у відеогрі «Batman: Arkham Asylum», проте ім'я Томаса Елліота фігурує у розкладі старого медичного відділу всередині будівлі Притулку Arkham. Повідомлення, про яке йде мова вказує на те, що Елліот працює у дві зміни на об'єкті.
  - Цить є головним антагоністом у побічному квесті, Identity Thief, у грі «Batman: Arkham City».
У грі він викрадає заточених в'язнів у місті, щоб хірургічно видалити у них частини обличчя, які віддалено нагадують Брюса Вейна і пересадити їх собі. Після вивчення трьох жертв, Бетмен знаходить місцезнаходження Цитя, але Цить ловить його у пастку і розповідає план зайняти місце Брюса Вейна. Ця версія Цитя не знає про те, що Бетмен і є Брюс Вейн.
  - Кевін Конрой повторює свою роль Цитя у «Batman: Arkham Knight».